# Gonzalo Bettini
Gonzalo Bettini (Buenos Aires, 26 settembre 1992) è un calciatore argentino, difensore del Colón (SF).

## Caratteristiche tecniche
È un terzino destro.

## Carriera
Cresciuto nelle giovanili del Banfield, esordisce in prima squadra il 12 dicembre 2011 disputando da titolare il match perso per 4-1 contro il Colón (SF).

## Palmarès

### Club

#### Competizioni nazionali
- Campionato argentino di seconda divisione: 1

Banfield: 2013-2014
- Copa Argentina: 1

Rosario Central: 2017-2018